# 長岡康史
長岡 康史（ながおか やすちか、1959年 - ）は、日本のアニメーター、アニメ演出家、監督。元・スタジオエックス所属。北海道出身。
『ドラえもん』（テレビアニメ第2作第1期）で動画デビュー。その後は原画、作画監督、キャラクターデザイン、演出、監督と様々な役職を経て、2011年現在は演出が主となっている。

## 参加作品

### テレビアニメ
- ドラえもん（1979年-2005年） 動画
- 六神合体ゴッドマーズ（1981年-1982年） 原画
- 超時空世紀オーガス（1983年-1984年） 原画
- 銀河漂流バイファム（1983年-1984年） 作画監督・原画
- ルパン三世 PARTIII（1984年-1985年） 原画
- ゴッドマジンガー（1984年） 原画
- 三国志（1985年）原画
- 三国志II 天翔ける英雄たち（1986年）原画
- ルパン三世 バイバイ・リバティー・危機一発!（1989年） 作画監督補
- ルパン三世 ヘミングウェイ・ペーパーの謎（1990年） 作画監督
- 緊急発進セイバーキッズ（1991年-1992年） 絵コンテ・演出・作画監督
- ルパン三世 ナポレオンの辞書を奪え（1991年） 作画監督
- DRAGON QUEST -ダイの大冒険-（1991年-1992年） キャラクターデザイン
- 超電動ロボ 鉄人28号FX（1992年-1993年） 絵コンテ・演出
- ルパン三世 ロシアより愛をこめて（1992年） キャラクターデザイン・作画監督
- 魔法騎士レイアース（1994年-1995年） 演出・原画
- バーチャファイター（1995年-1996年） 演出
- 星界の紋章（1999年） 監督・絵コンテ・演出・作画協力・原画
- ベターマン（1999年） 絵コンテ
- 星界の断章 -誕生-（2000年） 監修
- 星界の戦旗（2000年） 監督・絵コンテ・演出
- BRIGADOON まりんとメラン（2000年-2001年） 絵コンテ
- 星界の戦旗II（2001年） 監督・絵コンテ・演出・原画
- NARUTO（2002年-2007年） 原画
- 神魂合体ゴーダンナー!!（2003年） 監督・脚本・絵コンテ・演出
- 神魂合体ゴーダンナー!! SECOND SEASON（2004年） 監督・脚本・絵コンテ・演出・原画
- キスダム -ENGAGE planet-（2007年） 総監督・シリーズ構成・脚本・絵コンテ
- スーパーロボット大戦OG -ジ・インスペクター-（2010年-2011年） 絵コンテ・原画
- 坂道のアポロン（2012年） 原画
- 鬼平（2017年）絵コンテ
- いぬやしき（2017年）作画監督
- かつて神だった獣たちへ（2019年）作画監督
- 天国大魔境（2023年）原画

### OVA
- アーバンスクウェア 琥珀の追撃（1986年） 原画
- 学園特捜ヒカルオン（1987年） 原画
- スペース・ファンタジア 2001夜物語（1987年） 原画
- Good Morningアルテア（1987年） 原画
- ザナドゥ ドラゴンスレイヤー伝説（1988年） 原画
- 遠山桜宇宙帖 奴の名はゴールド（1988年）原画
- ウィザードリィ（1991年） キャラクターデザイン（平山智と共同）・作画監督
- ジャイアントロボ THE ANIMATION -地球が静止する日（1992年-1998年） 原画
- 新キューティーハニー（1994年-1995年） 監督・絵コンテ・演出
- アイドルプロジェクト（1995年-1997年） 監督（VOL.1 - VOL.3）・絵コンテ
- Jaja馬!カルテット（1997年） 監督・脚本・原画
- 星界の戦旗III（2005年） 監督・絵コンテ・演出・原画
- かってに改蔵（2011年） 作画監督補佐

### 劇場アニメ
- 戦国魔神ゴーショーグン 時の異邦人（1985年） 原画
- ルパン三世 バビロンの黄金伝説（1985年） 原画
- AKIRA（1988年） 原画
- ドラゴンクエスト ダイの大冒険（1991年） キャラクターデザイン・作画監督
- ドラゴンクエスト ダイの大冒険 起ちあがれ!!アバンの使徒（1992年） キャラクターデザイン
- ドラゴンクエスト ダイの大冒険 ぶちやぶれ!!新生6大将軍（1992年） キャラクターデザイン

### アダルトゲーム
- この世の果てで恋を唄う少女YU-NO（1996年） キャラクターデザイン・原画